# Epopea lignosa
Epopea lignosa är en skalbaggsart som beskrevs av Stefan von Breuning 1940. Epopea lignosa ingår i släktet Epopea och familjen långhorningar. Inga underarter finns listade i Catalogue of Life.